# Kompetenční spor
Kompetenční spor je spor o věcnou příslušnost, tedy spor o to, který orgán má posoudit a rozhodnout určitou věc. Rozlišuje se přitom pozitivní a negativní kompetenční spor. Pozitivní spor znamená, že si tuto příslušnost osobuje několik orgánů, negativní vzniká v případě, kdy se věcí nechce zabývat žádný orgán veřejné moci.
V České republice kompetenční spory řeší několik právních předpisů. Ve správním řízení správní řád, podle něhož platí, že u pozitivních kompetenčních sporů musí správní orgány, které se považují za příslušné, věc předložit svému nejblíže společně nadřízenému správnímu orgánu, který tento spor rozhodne. Nemají-li společně nadřízený správní orgán, musí rozhodnutí o příslušnosti přijmout jejich ústřední správní orgány ve zvláštním dohodovacím řízení, a pokud se nedohodnou, pak věc předloží k rozhodnutí Nejvyššímu správnímu soudu. Také v případě negativního kompetenčního sporu rozhodne o příslušnosti správní soud, a to na návrh účastníka řízení nebo dotčeného správního orgánu.
Kompetenční spory státních orgánů s územními samosprávnými celky při výkonu jejich samostatné působnosti však rozhoduje ve zvláštním řízení Ústavní soud. Ten také rozhoduje spory mezi územními samosprávnými celky navzájem a spory mezi státními orgány navzájem, nejde-li o věc spadající do správního řízení, tedy zejména mezi ústavními činiteli. Spory o to, je-li v dané věci příslušný orgán moci výkonné či orgán samosprávy, nebo zda má věc posoudit a rozhodnout soud, posuzuje zvláštní kompetenční senát v sídle Nejvyššího správního soudu. Rozhoduje též spory mezi soudy v občanském soudním řízení a soudy ve správním soudnictví.